# Козацька зима

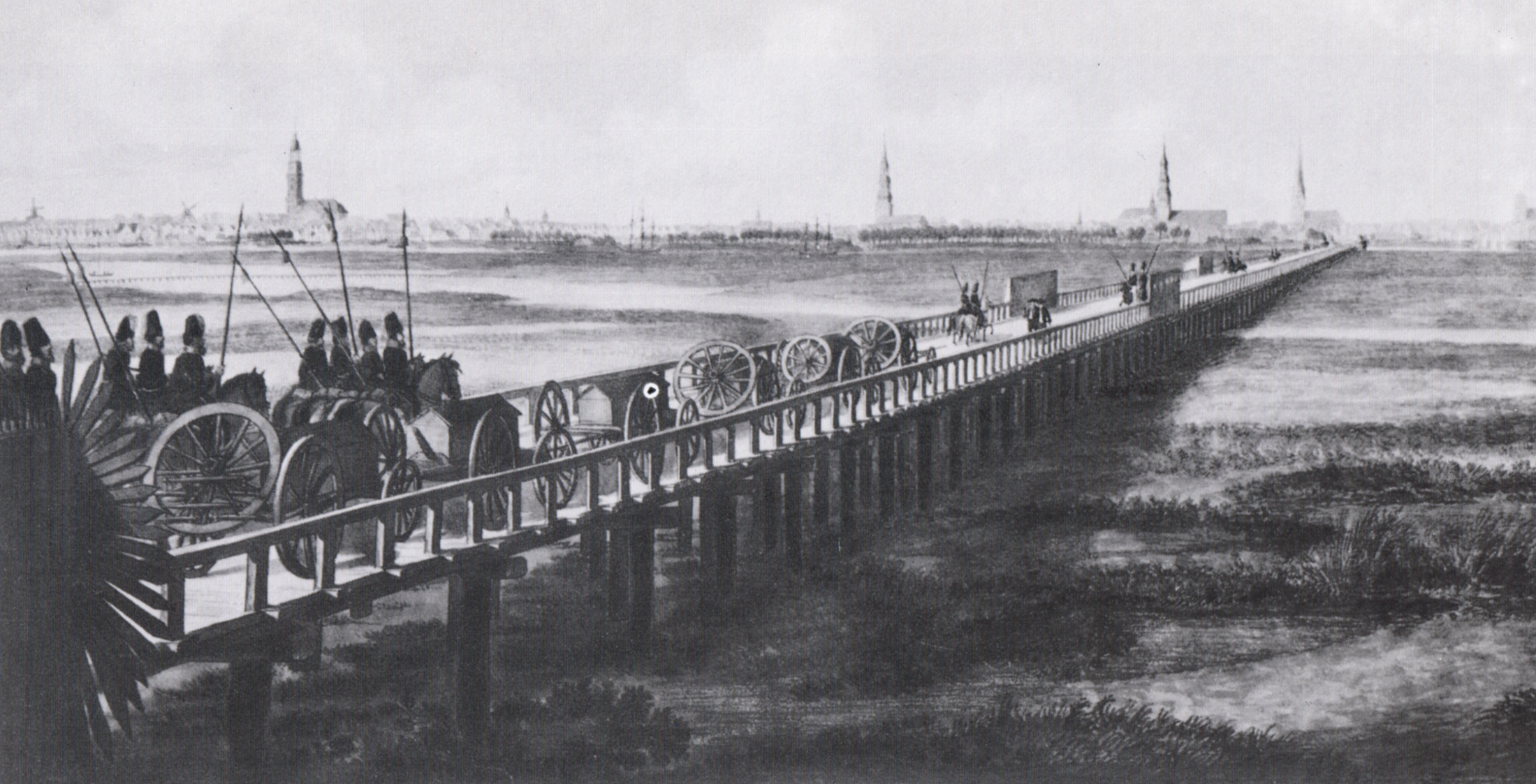
Козаки перетинають Ельбу. Малюнок близько 1814 року

Козацька зима (нім. Kosakenwinter) — розміщення данських, шведських та російських військ у Шлезвіг-Гольштейні взимку 1813—1814 року. Російські козаки становили найменшу частину військ, але справляли найбільше враження на населення.
Після перемоги Росії у Французько-російській війні 1812 року противники Наполеона — Пруссія, Австрійська імперія, Швеція, Росія і Велика Британія — уклали союз проти Наполеона. Данія продовжувала підтримувати Францію. Після Битви народів під Лейпцигом (16-19 жовтня 1813 року) шведсько-російсько-прусська армія в кількості 57 000 осіб під командуванням шведського наслідного принца Карла Юхана рушила в Шлезвіг-Гольштейн і розбила данські війська, але вони змогли відступити і сховатися у фортеці Рендсбург.

## Козацька зима у Східному Гольштейні

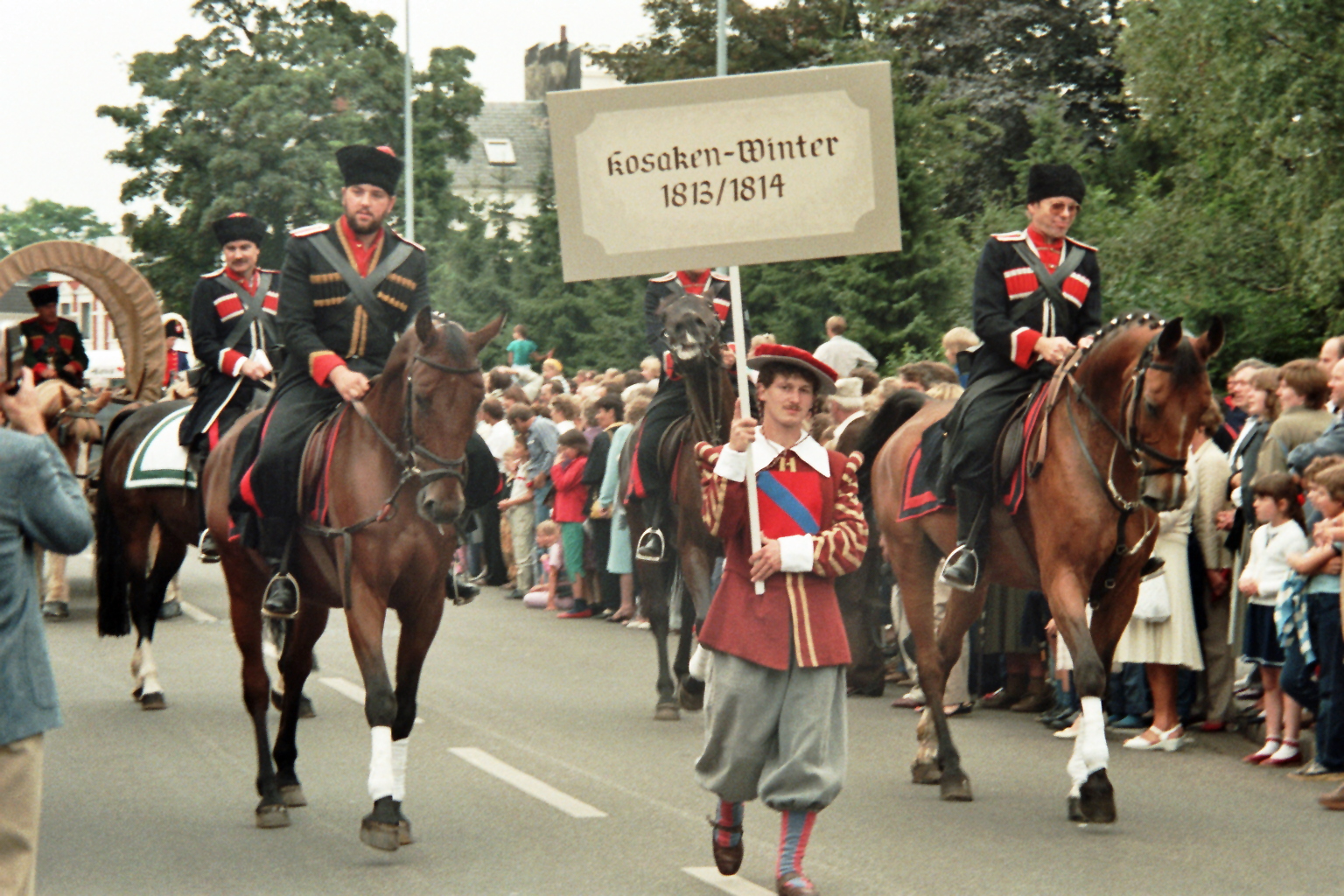
Нагадування про козацьку зиму на 750-річчі Ютерзена

14 січня 1814 року в Кілі підписано мирні угоди, але іноземні війська залишалися в Гольштейні. Розквартирування у Східному Гольштейні розпочалося в липні 1814 року. У листі від 12 липня 1814 року комісія з повернення в права володіння герцогствами повідомила магістрат Ольденбурга, що армія під командуванням генерала від кавалерії графа Беннігсена бажає перемістити демаркаційну лінію далі на схід, щоб звільнити території герцогства Гольдштейн, які раніше постраждали від розквартирування.
Штаб Переяславського кінноєгерського полку було перенесено до Лензану. Окремі підрозділи розміщено в Бешендорфі, Варендорфі, Госдорфі, Гюльденштейні, Дамлосі, Зіверсгагені, Кабельгорсті, Квалі, Козелау, Лангенгагені, Мангагені, Марксдорфі, Менхневерсдорфі, Нінраді, Петерсдорфі, Ретвіші, Ріпсдорфі, Рютінгу, Халендорфі, Гармсдорфі, Цисмарі та Швінкулі.
У грудні 1814 року війська залишили виснажену територію. У зведенні, складеному 1821 року, Фрідріх Берм повідомляє про збитки фідеїкомісних маєтків:
|  | …з розрахунку на один день для належних до кавалерії 4083 офіцерів і 96 504 унтер-офицерів та рядових, розквартированих у герцозьких помістях… доставлено натурою: 37 511 фунтів хліба, 8830 фунтів сала, 8314 фунтів перлової крупи, 1264 фунти гороху, 1009 тонн вівса, 115 983 фунти сіна та 29 235 фунтів соломи. |

Населення постраждало від дорожнечі розміщення:
|  | Протягом чотирьох тижнів ходять чутки, що росіяни виступають. Але вони все ще тут. Вони повністю розорили власників конюшні, іноді вони крадуть у селян фураж, і їх усе важче підтримувати. Скільки витрачається на світло та дрова! Скоріше б вони пішли. |

1817 року данська держава відшкодувала частину видатків.

## Козацька зима в Піннеберзі
Під час облоги Гамбурга взимку 1813—1814 штаб російських військ генерала Беннігсена перебував у Піннеберзі.
Від розквартування військ полковника Долона, генерала Палена та генерала Воронцова особливо постраждало населення Ютерзена. Практично щодня іноземні війська проходили через місто тодішньою Герштрассе. Вони розміщувалися у всіх приватних будинках та громадських будівлях, і їх треба було годувати. Відбувалися мародерство, вимагання під загрозою підпалу та нальоти на населення. За цей час розташувалися табором або пройшли через місто близько 48 000 солдатів та 28 800 коней. Витрати міста та монастиря були колосальні. Загальні збитки міста від пошкоджень, нальотів і поборів склали близько 20 000 талерів. Крім того, понесено витрати на розміщення та годування військ і коней. Лише витрати на проживання полковника Долона та генерал-лейтенанта Воронцова становили близько 2160 талерів. Щодня вони вимагали безкоштовний стіл для себе та своїх 30-40 офіцерів. Лазарет для хворих та поранених обійшовся монастирю в 11 000 талерів. Після виведення військ монастир отримав відшкодування в бонах (російський борг). Населенню, однак, нічого компенсовано не було.